# Henry Coston
Pour les articles homonymes, voir Coston.
Henri Coston, dit Henry Coston, est un journaliste, éditeur et essayiste français collaborationniste et antisémite, né à Paris (15e arrondissement) le 20 décembre 1910 et mort à Caen le 26 juillet 2001.
Pendant l'entre-deux-guerres, il se fait connaître en tant que journaliste et militant d'extrême droite, antisémite et antimaçon. Collaborationniste durant l'occupation allemande, il est condamné à la Libération. Après sa sortie de prison, il reprend sa carrière de journaliste et d'éditeur, qu'il mène jusqu'à la fin de sa vie en se spécialisant dans l'étude de la politique française et des réseaux d'influence : cela lui vaut d'être considéré, dans une partie des milieux d'extrême droite, comme un auteur de référence. Il a notamment publié un Dictionnaire de la politique française en cinq volumes. Son épouse Gilberte Borie a géré La Librairie française.

## Biographie

### Jeunesse
Né à Paris de Jean Pierre Coston et Catherine Vizade (tous deux originaires de la Margeride en Auvergne), le jeune Henry vit dans la capitale jusqu'à ses 10 ans. Son père, charcutier au 131 rue Saint-Charles, qui avait été gazé pendant la Première Guerre mondiale, est malade et doit renoncer à y vivre.
Coston entre au collège de Villeneuve-sur-Lot où il a pour camarade Paul Guth et le futur ministre Jacques Bordeneuve, il voit à 16 ans sa famille ruinée par la crise économique de 1926[réf. nécessaire] : il travaille alors comme employé de banque à la Société générale, tout en animant la section locale de l'Action française à Villeneuve-sur-Lot, dont il est le très jeune secrétaire. Il quitte l'Action française en 1932. Des clients importants de la banque où il travaille se plaignent auprès de la direction au sujet des articles qu'il écrit dans le journal toulousain, monarchiste et catholique, L'Express du Midi (en), étant responsable de la chronique de l'arrondissement, ce qui l'incite à quitter Villeneuve-sur-Lot et à partir vivre à Paris.
En 1928, le jeune journaliste fonde La Contre-Révolution, revue antisémite, anticommuniste, antimaçonnique et opposée aux sociétés secrètes en général, mais qui ne connut que deux numéros. En 1930, il crée les Jeunesses anti-juives, puis le journal La Révolte ouvrière avec notamment Henry Charbonneau.

### Les années 1930
Antisémite doctrinaire, Coston se réclame d'Édouard Drumont au point de relancer La Libre Parole, le journal créé par le pamphlétaire anti-juif durant les années 1890. Avec la collaboration de Jacques Ploncard d'Assac, d'Albert Monniot, du Docteur Molle et de Jean Drault, il fonde en 1930 le Parti national populaire, puis soutient le Francisme de Marcel Bucard en 1933, auquel il propose d'intégrer La Libre Parole.
Il épouse à Brunoy le 17 novembre 1932 Maria Rosaria Teresina Dupont, dite del Rosario.
Bucard refusant son antisémitisme virulent, Coston participe à la création du Front national ouvrier paysan, également appelé « Les Francistes » (par opposition aux francistes de Bucard), parti d'inspiration fasciste, « proche du national-socialisme allemand » quant à sa doctrine et dissous en 1934.
Coston est à partir de 1934 le correspondant français de la Weltdienst, centre allemand de propagande antijuive basé à Erfurt et dirigé par Ulrich Fleischhauer, qui l'aurait considéré comme l'un des siens,. Un an plus tard, il est reçu par le gauleiter de Franconie, Julius Streicher, lors du Reichsparteitag de 1935. Ces relations avec l'Allemagne nazie lui valent de violentes attaques dans L'Action française, germanophobe depuis ses débuts.
Il devient membre du Parti populaire français (PPF) de Jacques Doriot, où il est chargé des services de renseignement.
En 1936, il part en Algérie pour tenter de se faire élire député d'Alger à l'occasion des élections législatives — sous l'étiquette « candidat anti-juif d'Union latine » —, mais il est battu. Il revient en métropole en 1937 où il crée plusieurs petites maisons d'édition antisémites et antimaçonniques, publie quelques romans policiers (portant pour la plupart sur la franc-maçonnerie, comme L'Affaire Dargence), puis rompt avec son collaborateur Henri-Robert Petit, qu'il accuse d'avoir mal géré son fonds documentaire durant son séjour en Algérie et de lui avoir volé de l'argent. De 1937 à 1938, il fonde et dirige Le Siècle nouveau.
La Libre Parole est interdite par le décret de Paul Marchandeau du 21 avril 1939 (paradoxalement, durant l'Occupation, les autorités allemandes lui refuseront, en février 1941, l'autorisation de faire reparaître La Libre Parole, demande qu'il avait faite par l'intermédiaire de Bernard Faÿ, désigné par l'ambassadeur allemand Otto Abetz comme un de ces « grands bourgeois réactionnaires [qui] voulaient imposer à la France la dictature du sabre et du goupillon »).
Le 27 février 1941, Coston épouse en secondes noces à Clichy Denise Hélène Pilloud dont il divorcera en 1948.

### La Collaboration
Pendant la Seconde Guerre mondiale, il est vice-président de l'Association des journalistes anti-juifs. Appelé par Jean Drault, il devient secrétaire de rédaction du quotidien collaborationniste La France au travail, qui atteint 180 000 exemplaires en août 1940. En 1940, son nom figure parmi ceux des quelques membres du Parti national-socialiste français de Christian Message.
Il est chargé par le maréchal Pétain de travailler sur la franc-maçonnerie avec Bernard Faÿ. En 1941, s'écartant du Maréchal[réf. nécessaire], il fonde le Centre d'action et de documentation, qui s'occupe des problèmes raciaux, de propagande antisémite et d'information antimaçonnique, le Bulletin d'information anti-maçonnique, hebdomadaire qu'il dirige jusqu'à sa disparition en 1944, puis le Bulletin d'information sur la question juive, autre hebdomadaire édité de mars à juillet 1944. En 1942, il compte parmi les fondateurs de la Commission d'études judéo-maçonniques du lieutenant[réf. nécessaire] SS Moritz et est le président des admissions au Cercle aryen. Il publie, la même année, chez l’éditeur Jean-Renard, « La finance juive et les trust ». Il a collaboré au journal Documents maçonniques.
En 1943, Coston est décoré de l’ordre de la Francisque et publie avec George Montandon la brochure du Cahier Jaune intitulée Je vous hais, dont le titre est une allusion à une réplique attribuée à Léon Blum lors d’une intervention à la Chambre des députés et dans laquelle on peut lire une apologie des camps de concentration. L'année suivante, il publie avec Albert Simonin Le Bourrage de crâne.
À la Libération, Coston s'enfuit en Allemagne, puis à Prague ; arrêté en Autriche en 1946, il est poursuivi en 1947 pour faits de collaboration, puis condamné l'année suivante aux travaux forcés à perpétuité ; sa troisième femme, Gilberte, est également incarcérée plusieurs mois. Il épouse Gilberte Elisa Bories le 10 mars 1949 à Saint-Martin-de-Ré.
À l'infirmerie de la prison de l'île de Ré, il écrit L'ABC du journalisme. Il bénéficie en 1951 d'une grâce médicale puis est gracié définitivement en 1955.

### Le journaliste et l’éditeur
En 1952, sa femme Gilberte fonde la Librairie française, qui, à partir de 1954, se transforme peu à peu, sous l'impulsion de son époux, en maison d'édition et de diffusion. Il en devient le directeur littéraire (l'entreprise sera revendue en 1976 à Jean-Gilles Malliarakis).
En 1957, Coston fonde avec Michel de Mauny et Pierre-Antoine Cousteau la revue Lectures françaises. Il reprend ses activités éditoriales antimaçonniques et antisémites en modifiant leur forme, mais sans renier ses convictions antérieures. Il écrit également dans Jeune Nation, Défense de l'Occident, Carrefour, L'Écho de la presse et de la publicité, Europe-Action et, plus tard, dans Présent et National-Hebdo. Il utilise de multiples pseudonymes — dont « Diogène », « Gygès », « Georges Virebeau » (du nom de la propriété où il a passé son enfance), « Saint-Pastour » ou l'« Archiviste Jérôme ».
Grâce à sa fille, Micheline, il fait la connaissance d'Alain de Benoist, ce qui permet à celui-ci de publier un peu plus tard ses premiers articles politiques dans Lectures françaises sous le pseudonyme de Cédric de Gentissard.
Henry Coston y publie aussi plusieurs articles de Paul Rassinier, son ami intime, qu'il aurait perçu, avec Maurice Bardèche, comme une « double caution politique et historique ». La Librairie française réédite Le Mensonge d'Ulysse (1955) et réalise en 1961 la première édition d'Ulysse trahi par les siens. Henry Coston ne produit pas lui-même de textes négationnistes, mais en assure la promotion dans ses publications et comme éditeur,.

#### Antisémitisme et anti-maçonnisme
Dans les années 1960, il continue à justifier l'antisémitisme en considérant que « les excès abominables survenus pendant la guerre ont transformé l'antisémitisme en bourreau, et c'est cette signification qui est aujourd'hui seule retenue. » En 1960, Coston distingue un « bon » antisémitisme français de l'antisémitisme de type nazi :

« Cet antisémitisme, écrit-il, que l'on confond aujourd'hui avec les monstrueuses hécatombes de juifs dans les dernières années du IIIe Reich, a des racines profondes dans le peuple français.
Au Moyen Âge, les rois de France ont bien souvent édicté des mesures contre les juifs. À la fin du XIXe siècle, le catholique Édouard Drumont avait donné une vigueur nouvelle à ce sentiment. La guerre, dont les fascistes rendaient les juifs responsables, et la défaite qu'ils attribuaient à la désorganisation du pays par le gouvernement de Léon Blum, avaient exacerbé leur antisémitisme. Mais aucun d'eux “ne pouvait soupçonner — écrit Paul Sérant dans Le Romantisme fasciste, p. 77) — les massacres scientifiquement conçus et organisés par certains dirigeants du régime hitlérien”. »

Ses écrits concernent notamment ce qui formerait la mainmise des francs-maçons et de la « haute finance » sur la politique et la presse françaises. À la sortie du Retour des 200 familles, Le Canard enchaîné écrit que « le de-cujus [Coston] est presque toujours remarquablement informé, ses dossiers sont presque toujours sérieux et il a le mérite de ne pas faire parler de lui. Pour cause que la grande presse, de droite et de gauche, n'accepte jamais, pour ainsi dire, de mentionner l'existence de ses bouquins » ; admettant peu après avoir « un peu forcé sur la nuance », l'hebdomadaire le présente ensuite comme « un tantinet fasciste sur les bords, fortement pétainiste, un soupçon antisémite. »
Dans Infiltrations ennemies dans la droite nationale et populaire, publié en 1999, Coston prétend qu'une infiltration de la franc-maçonnerie, notamment de la Grande Loge nationale française (GLNF), constitue la cause de la scission du Front national.
Il a appartenu à l’association des amis de Robert Brasillach.

#### LeDictionnaire de la politique française
Coston est l'auteur d'un Dictionnaire de la politique française en plusieurs volumes qui présente les principaux acteurs (revues, mouvements, partis, idéologies, clubs, loges maçonniques) des droites et des gauches françaises au XXe siècle. Souvent cité, mais parfois critiqué, il l'est par exemple par l'historien Jean-Pierre Rioux comme exemple de « nomenclatures dénonciatrices » produite par les milieux d'extrême droite à partir des années 1950.
Pierre Assouline le décrit, quant à lui, comme « un ouvrage indispensable à l'historien, à condition de l'utiliser avec précaution […]. Parfois cité, souvent pillé, le Dictionnaire de la politique française est en effet une mine d'informations sur la presse et les mouvements politiques, les journalistes et les politiciens de l'entre-deux-guerres et l'Occupation. »
Pour l'historien Simon Epstein, « son style, certes, a évolué. Il houspillait les juifs avant 1939 ; s'il traque furieusement les "youtres" entre 1940 et 1944, il s'attache désormais, d'une plume affligée, à épingler et recenser les "israélites". Les quatre volumes de son Dictionnaire de la Politique Française n'en constituent pas moins — pourvu qu'on prenne soin d'en vérifier les références, lesquelles d'ailleurs sont assez souvent exactes — une source non négligeable de renseignements. »

### Mort et postérité
Coston meurt en juillet 2001, après avoir commencé à écrire ses mémoires (en trois tomes), et lancé une nouvelle publication, Nous les Françaises. Il est inhumé au cimetière parisien de Bagneux, dans les Hauts-de-Seine. Son décès est mentionné aussi bien dans les médias proches de l'extrême droite que dans la presse internationale.
Yann Moncomble et Emmanuel Ratier ont pu être considérés comme les « successeurs » de Coston, de par leur activité d'archivistes de la politique et leurs écrits conspirationnistes.

## Publications
(Liste non-exhaustive.)

### Sous le nom d'Henry Coston
- Le Bourrage de crâne : comment la presse trompait l'opinion, CAD, 1943 (en collaboration avec Albert Simonin)
- Je vous hais, Le Cahier Jaune, 1944 (en collaboration avec George Montandon)
- L'ABC du journalisme. Cours élémentaire en 30 leçons, Clubinter-presse, 1952 (en collaboration avec Gilberte Coston)
- Les Financiers qui mènent le monde, La Librairie française, 1955, réédité et illustré par Chard, 1989
- Tu seras journaliste !, La Librairie française, 1955 (en collaboration avec Gilberte Coston)
- Antoine de Rivarol et l'émigration de Coblence, 1956. Réédition, Publications H.C.[46], 1996
- La Haute Banque et les trusts, La Librairie française, 1958
- Le Retour des 200 familles, La Librairie française, 1960
- Le Journalisme en trente leçons, La Librairie française, 1960 (en collaboration avec Gilberte Coston)
- L'Assemblée introuvable : le trombinoscope de la Ve bis, Michel de Mauny, 1963
- L'Europe des banquiers, Documents et témoignages, 1963
- Dictionnaire des dynasties bourgeoises et du monde des affaires Paris, Éditions Alain Moreau, 1975, 599 p.
- Les 200 familles au pouvoir, Publications H.C., 1977
- La Conjuration des Illuminés, Publications H.C., 1979,
- Ce qu'il faut savoir quand on publie un livre, Publications H.C., 1983  (ISBN 2-904903-00-3)
- La Fortune anonyme et vagabonde, Publications H.C., 1984
- Le Veau d'or est toujours debout, Publications H.C., 1987
- Ceux qui tirent les ficelles de la politique et de l'économie mondiale, Publications H.C., 1992
- La Guerre de cent ans des sociétés secrètes, Publications H.C., 1993
- Le Traquenard européen de Jean Monnet : l'Europe qu'on nous fabrique est celle des banques et des trusts, éd. Henry Coston, Paris, 1993
- La « Trahison » de Vichy, 1940, Publications H.C., 1993
- L'Argent et la Politique, Publications H.C., 1994
- Non ! L'écologie n'est pas de gauche, Publications H.C., 1995
- Tous pourris !, Publications H.C., 1995
- L'Âge d'or des années noires. Le cinéma arme de guerre ?, Publications H.C., 1996
- Signé : Drumont, Publications H.C., 1997
- Encyclopédie des pseudonymes (tome 2, avec Emmanuel Ratier), Faits & Documents, 1994
- Infiltrations ennemies dans la droite nationale et populaire, 1999
- Henry Coston présente les Francs-Maçons sous la Francisque, Publications H.C., 1999  (ISBN 2-904903-16-X)

#### Direction d'ouvrage
- Dictionnaire de la politique française, Paris, Publications H.C.
  - tome 1, 1967, 1087 p.
  - tome 2, 1972, 782 p.
  - tome 3, 1979, 742 p.
  - tome 4, 1982, 735 p.
  - tome 5, 2000, 525 p.

#### Articles
- Dans La Libre Parole
  - « Les Francs-maçons célèbres », 1934
- Dans Lectures françaises
  - « La franc-maçonnerie gouverne », 1958
  - « Les mystères de la franc-maçonnerie », 1958
  - « François Mitterrand ou cet homme est dangereux », novembre 1958
  - « Daniel Mayer ou “Je vous hais !” », 1958
  - « Partis, journaux et hommes politiques d'hier et d'aujourd'hui », décembre 1960
  - « Les technocrates et la synarchie », 1962
  - « La haute finance et les révolutions », 1963
  - « La République du Grand Orient. Un État dans l'État », 1964
  - « Le livre noir de l'épuration », 1964
  - « La France à l'encan », 1965
  - « Le secret des dieux », 1968
  - « Onze ans de malheur — 1958-1969 », 1970
  - « Les causes cachées de la Seconde Guerre mondiale », 1975
  - no 533, septembre 2001, p. 1-40 (plaidoyer pro domo)

### Sous le pseudonyme de Georges Virebeau
- L'Affaire Dargence, Éditions littéraires et artistiques, 1943 ; rééd. Auda Isarn, coll. Le « Lys Noir » n°17, 2021
- Les Juifs et leurs crimes, 1938
- Les Mystères de la franc-maçonnerie, 1958, ouvrage réédité en 1994 sous le titre Les Mystères des Francs-maçons, Publications H.C.
- Pétain toujours présent (avec Jacques Isorni), 1964
- Infiltrations ennemies dans l'église (avec Léon de Poncins, Édith Delamare, Jacques Bordiot, Gilles de Couessin), 1970
- Les Papes et la Franc-maçonnerie, Publications H.C., 1977
- Prélats et francs-maçons, Publications H.C., 1978
- Le Monde secret de Bilderberg : comment la haute finance et les technocrates dominent les nations, Publication Henry Coston, 1986
- Mais qui gouverne l'Amérique ?, Publications H.C., 1991
- Les communistes et la Seconde Guerre mondiale : des documents oubliées, Publications H.C., 1995

#### Articles
- Dans La Libre Parole
  - « Algerusalem » (non daté)
  - « Quand Finaly est roi », 1934

### Autres pseudonymes
- L’Archiviste Jérôme, Dictionnaire des changements de noms, Documents et Témoignages
  - tome I, 1803-1956, 1957
  - tome II, 1957-1962, 1962
- Gygès, Les Juifs dans la France d'aujourd'hui, La Librairie française, 1965
- L’Archiviste Jérôme, L’Ordre de la Francisque, Publications H.C, 1987
- Saint Pastour, La Franc-maçonnerie au Parlement, Documents et Témoignages, 1970
- Saint Pastour, Les Francs-Maçons dans la République, 1991